# کارلو ماریا جولینی
کارلو ماریا جولینی (ایتالیایی: Carlo Maria Giulini؛ ‏ تلفظ ایتالیایی: [ˈkarlo maˈri:a dʒuˈli:ni]؛ ‏ ۹ مهٔ ۱۹۱۴ – ۱۴ ژوئن ۲۰۰۵) موسیقی‌دان و رهبر ارکستر مشهور ایتالیایی بود. او از پنج‌سالگی نواختن ویولن را آغاز کرد و در سن ۱۶ سالگی وارد مهم‌ترین هنرستان موسیقی ایتالیا، یعنی آکادمی ملی سانتا چچیلیا در رم شد. او ابتدا ویولا و رهبری ارکستر را آموخت و پس از موفقیت در یک آزمون، به عضویت ارکستر آکادمی ملی سانتا چچیلیا درآمد.
با اینکه دو سال بعد در یک مسابقه رهبری ارکستر برنده شد، نتوانست از جایزه خود—که فرصتی برای رهبری ارکستر بود—استفاده کند، چون مجبور شد در جریان جنگ جهانی دوم، با وجود داشتن باورهای صلح‌طلبانه، به خدمت سربازی برود. در واپسین روزهای جنگ، برای اینکه مجبور به ادامه جنگیدن در کنار آلمانی‌ها نشود، مخفی شد و تا زمان آزادی ایتالیا در خفا ماند. در همین دوران، با دوست‌دخترش، مارچلا، ازدواج کرد و این دو تا زمان مرگ مارچلا در سال ۱۹۹۵ با یکدیگر زندگی کردند. حاصل این ازدواج سه فرزند بود.
پس از آزادی رم در سال ۱۹۴۴، از جولینی دعوت شد تا نخستین کنسرت ارکستر آگوسته‌ئو (که اکنون به نام ارکستر سانتا چچیلیا شناخته می‌شود) را پس از سقوط فاشیسم رهبری کند. این اجرا آغازگر مجموعه‌ای از فرصت‌های بین‌المللی برای او شد و به رهبری برخی از مهم‌ترین ارکسترهای جهان، از جمله ارکستر سمفونیک شیکاگو، ارکستر فیلارمونیک لندن، و  ارکستر فیلارمونیک وین انجامید. فعالیت هنری او ۵۴ سال ادامه داشت و در سال ۱۹۹۸ بازنشسته شد. او در شهر برشیا ایتالیا، در سن ۹۱ سالگی درگذشت.
او بابت فعالیت‌های هنری و حرفه‌ای‌اش برندهٔ جوایز فراوانی شده‌است که از آن میان می‌توان به جایزه گرامافون و چندین جایزه گرمی اشاره کرد.